# Souhvězdí Oltáře
Oltář (latinsky Ara)  je souhvězdí na jižní obloze.

## Významné hvězdy
| Hvězda  | Jméno | Hvězdná velikost |
| ------- | ----- | ---------------- |
| β Ara   | β Ara | 2,85m            |
| α Ara   | α Ara | 2,95m            |
| ζ Ara   | ζ Ara | 3,12m            |
| Mý Arae | μ Ara | 5,12m            |

## Objekty
- NGC 6193 je pouhým okem viditelná otevřená hvězdokupa s magnitudou 5,2 v severozápadní části souhvězdí. Hvězdokupa je spojena s emisní mlhovinou NGC 6188.
- NGC 6397 je kulová hvězdokupa ve východní části souhvězdí a se svou magnitudou 5,3 je za příznivých podmínek viditelná pouhým okem. Po Messier 4 je to druhá k Zemi nejbližší kulová hvězdokupa.
- NGC 6352 je kulová hvězdokupa s magnitudou 7,8.
- Blízko hvězdy Éta Arae se nachází dvě galaxie NGC 6221 a NGC 6215.